# Estudios (Chopin)

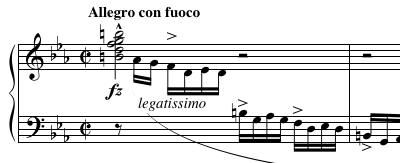
Inicio del Estudio Revolucionario Op. 10 n.º 12, uno de los más conocidos.

Los Estudios (en francés, Études) de Frédéric Chopin son tres series de estudios para piano solo publicados en la década de 1830. Existen un total de veintisiete estudios, repartidos de la siguiente manera: doce en el Op. 10, doce en el Op. 25 y tres sin numerar para un libro de método. 
Un estudio es, como su nombre indica, una pieza primordialmente destinada a desarrollar la técnica; por consiguiente, cada estudio, por lo general, está consagrado a dominar una destreza técnica específica y se basa en un solo motivo musical.
De los millares de estudios para piano escritos durante el siglo XIX, los de Chopin fueron los primeros en los que se realizó plenamente el ideal de combinar esta finalidad práctica con un contenido de elevada significación musical; Liszt y Brahms siguieron, en este aspecto, el camino marcado por Chopin. Los estudios de Chopin son estudios técnicos trascendentales y, al mismo tiempo, poemas sonoros intensamente concentrados.

## Estudios Op. 10
El germen de los Estudios Op. 10 se comenzó a gestar en Varsovia, a partir de fines de 1829. Chopin escribió entonces a un amigo que había compuesto unos pocos ejercicios para piano que quería mostrarle. Cuando se publicaron, Chopin tenía 23 años y ya era famoso como compositor y pianista en los salones de París, donde conoció a Franz Liszt. Posteriormente le dedicaría todo el Op. 10: "à son ami Franz Liszt".
Esas primeras versiones son contemporáneas de sus primeros Nocturnos y de las Canciones Op. 74, y fueron maduradas y perfeccionadas al mismo tiempo que los Nocturnos Op. 9, el Op. 15, el Scherzo en si menor y la Balada n.º 1 durante un viaje a Viena.
Habiendo viajado a Italia, el compositor se enteró de la sangrienta represión a un levantamiento que se había producido en Varsovia contra la milicia rusa: es posible que el iracundo y temperamental n.º 12 de este opus (el célebre Estudio Revolucionario) haya sido consecuencia de sus sentimientos en estas graves circunstancias.

## Estudios Op. 25

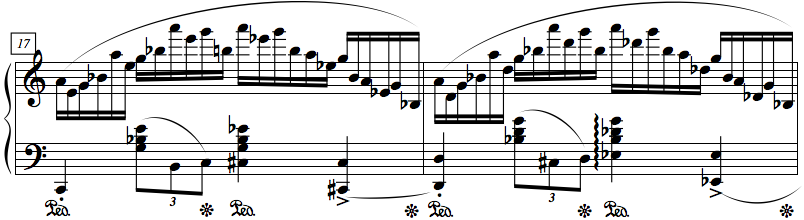
Pequeño fragmento del Étude Op. 25, n.º 11.

El segundo conjunto de estudios de Chopin fue compuesto entre 1832 y 1836 y se publicó en 1837. Estaba dedicado a la amante de Liszt, la Condesa d'Agoult (Marie d'Agoult), por lo que se ha especulado sobre ellos.

## Trois nouvelles études
Los Trois nouvelles études fueron compuestos en 1839 como una contribución al Méthode des méthodes de piano, un libro para el aprendizaje del piano de Ignaz Moscheles y François-Joseph Fétis. No se les dio un número de Opus como sí sucede con los doce del Opus 10 y los otros doce del Opus 25. A pesar de que no son tan difíciles técnicamente como los otros veinticuatro estudios, estos tres estudios mantienen la fórmula original de Chopin de equilibrio armónico y estructural. También son mucho más breves que los otros estudios. 
El primero de estos estudios se centra en la práctica de polirritmias (concretamente, seis negras en la mano derecha y ocho en la mano izquierda en cada compás) y no muestra la dificultad del los del Op. 10 y los del Op. 25. Está escrito en la tonalidad de Fa menor. 
El segundo de los Trois nouvelles études, escrito en la tonalidad de La bemol mayor, también está basado en polirritmias. En este caso, ésta consiste en seis corcheas en la mano derecha por cuatro de la izquierda en cada compás. Mientras que la mano izquierda, que se ocupa del acompañamiento, toca únicamente una nota; la derecha va tocando los acordes de tres o cuatro notas que conforman la melodía. Como curiosidad, ésta fue la última pieza que se le escuchó a Franz Liszt en vida. 
El tercer y último de estos estudios sin número de opus está escrito en la tonalidad de Re bemol mayor y es posiblemente el más difícil de los Trois nouvelles études, aunque sigue siendo mucho más asequible que la gran mayoría de los Estudios Op. 10 y Estudios Op. 25. Desarrolla polifonía, independencia de distintas voces. La melodía debe ser tocada bastante legato. Es secundada por un acompañamiento con fuerte staccato. En ocasiones, algunas de las amplias extensiones que hay que cubrir con las manos pueden suponer una gran dificultad para pianistas con las manos pequeñas.

## Historia

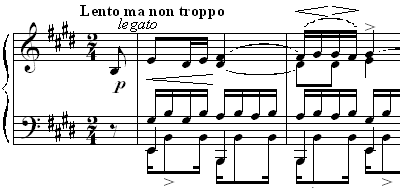
"Nunca más en toda mi vida he podido encontrar una melodía tan bella." -Chopin, acerca del Étude Op. 10 n.º 3.

Antes de analizar la relación de Chopin con el piano, y especialmente a través de sus estudios, es necesario conocer en líneas generales la evolución histórica de este instrumento musical.
El piano del siglo XIX era un instrumento totalmente diferente de aquel para el cual había escrito Mozart. Transformado, ampliado a siete octavas, provisto de martillos recubiertos de fieltro y fortalecido por placas y abrazaderas de metal, era capaz de producir un sonido pleno y firme a cualquier escala dinámica, de responder perfectamente a las exigencias tanto de expresividad como de un arrollador virtuosismo. Los primeros referentes de este nuevo instrumento fueron Muzio Clementi y Johan Nepomuk Hummel y este último tuvo cierta influencia sobre el joven Chopin.
Además hay que tener en cuenta que un factor que favoreció al piano fue la posibilidad de abarcar cualquier tipo de composición (ópera, sinfonía, canciones…) mediante los arreglos o “versiones para piano” .
Con esto surgieron diversas escuelas de ejecución y composición. La elegancia, el sentimiento, la luminosidad y la nitidez, caracterizaban la escuela que más influyó en Chopin. Así lo expresan  los primeros testimonios acerca del estilo de tocar de Chopin provenientes de su primera gira, en Viena, donde se admiró «la extraordinaria delicadeza de su pulsación, una indescriptible perfección técnica, su completa gama de matices, fiel reflejo todo ello del más profundo sentimiento» (en el Allgemeine Musikalische Zeitung, 1829).
Sin embargo, también se le criticó su poco volumen esto puede deberse a que Chopin tenía un gusto especial de tocar en salones con poco público y en un ambiente más intimo lo opuesto a Franz Liszt o Sigmund Thalberg ambos pianistas de estilo de bravura. Uno de los testimonios más destacados lo ofreció Robert Schumann en 1837, cuando escribió:

Imagínense que un arpa eólica tuviera todas las escalas y la mano de un artista las pulsara desordenadamente con toda clase de adornos fantásticos, de tal modo que siempre se oyera una fundamental más grave y una voz más aguda de forma suave y mantenida –así tendrán una imagen aproximada de su modo de tocar–.
NZFM, 1837.

Los Estudios de Chopin suponen la fundación de un nuevo sistema de la técnica de tocar el piano. Esta nueva técnica fue algo sumamente innovador y revolucionario cuando apareció. Los Estudios son unas de las piezas más desafiantes y complicadas, y al mismo tiempo evocadoras y emocionantes, de todas las obras del repertorio para piano. Su música continúa siendo muy conocida y es a menudo tocada tanto en conciertos como en escenarios privados. Esta gran popularidad ha provocado que a muchos se les hayan asignado subtítulos, siendo posiblemente el más conocido el del Estudio Op. 10 n.º 12, "Revolucionario". Ninguno de los apodos de los Estudios de Chopin es oficial, pero crean un ambiente de inspiración y animan a componer obras encarnadas por estos Estudios.
La totalidad de los Estudios de Chopin fue publicada durante su vida (1810-1849). El primer conjunto de estudios, el Op. 10, fue escrito en el periodo de 1829 a 1832 y se publicó en Francia, Alemania e Inglaterra en 1833. El Op. 25 es inmediatamente posterior en el tiempo, pues se compuso entre 1832 y 1836. Al igual que el Op. 10, fue publicado en Francia, Alemania e Inglaterra; pero cuatro años más tarde, en 1837. Los tres últimos estudios, sin número de Opus, fueron compuestos en 1839. Al contrario que los otros veinticuatro estudios, no fueron publicados simultáneamente en esos tres países, sino que aparecieron primero en Francia y Alemania en noviembre de 1840 y en Inglaterra en enero del año siguiente. Las primeras copias de estas primeras ediciones iban acompañadas normalmente de varios manuscritos autógrafos de Chopin de un único estudio y copias adicionales hechas por su amigo Jules Fontana (a quien dedicó el Impromptu Fantasía) y ediciones del alumno de Chopin Carl Mikuli.
Los primeros Estudios del Op. 10 fueron compuestos cuando Chopin era prácticamente todavía un adolescente. Se encuentran, junto con las primeras obras de Mendelssohn, entre raros ejemplos de composiciones extremadamente juveniles que son consideradas como innovadoras y dignas de inclusión dentro del canon del resto de las obras "maduras". Los Estudios de Chopin superan la pura forma musical de unos ejercicios útiles y llevan la forma de estas piezas y a ellas mismas a convertirse en grandes obras maestras del arte. En un concierto en el que Chopin interpretó su Op. 25, Robert Schumann dijo "A la Chopin", es decir, a la manera de Chopin.
La mayoría de los estudios tienen un tema principal, una variación en la sección central y una vuelta al tema principal, por lo que presentan una forma binaria en la que se repite la primera parte. Todos los Estudios son bastante cortos, pues cada uno se puede tocar en menos de cinco minutos. El más corto de todos es el Estudio Op. 25 n.º 9, que dura menos de un minuto.

## Impacto e influencia
A pesar de que los conjuntos de ejercicios para piano habían sido comunes desde finales del siglo XVIII, como por ejemplo todos los numerosos estudios firmados por la mano de Carl Czerny, los Estudios de Chopin no sólo presentaron desafíos técnicos completamente nuevos a los pianistas, sino que además fueron los primeros en convertirse en parte habitual del repertorio de los conciertos. 
Sus Estudios son considerados como los primeros en combinar el sentimiento musical con las dificultades técnicas para llegar a ser una forma artística completa. Se les tiene en gran consideración como el producto de la maestría de aunar sentimiento y dificultad, ya que anteriormente técnica y emoción musical debían seguir caminos separados. Esto se ve muy claramente al comparar los de Chopin con los estudios de Czerny, que son calificados de "vacíos de sentimiento" por los críticos modernos.
El efecto de los Études en los contemporáneos de Chopin, como Franz Liszt fue considerable, si se contempla la revisión que hizo Liszt de sus estudios de concierto (Trois Études de Concert) después de conocer a Chopin. Además, Schumann, Debussy, Prokófiev, y Rajmáninov, otros de los mayores compositores para piano después de Chopin, compusieron todos ellos estudios con el estilo de Chopin, con melodías épicas y forma binaria.

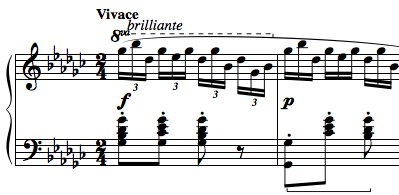
Fragmento del Estudio Op. 10 n.º 5, "La négresse" (y "Black keys" en inglés porque la mano derecha sólo toca una tecla blanca, un Fa natural).

El musicólogo polaco coetáneo Tadeusz A. Zieliński escribió, acerca del Op. 10, que "no sólo se convirtieron en una manifestación metódica de un nuevo estilo con sus fórmulas peculiares, sino también en un ennoblecimiento artístico de este estilo."
Los Estudios de Chopin también han llegado a influir en la actualidad. Varios de los estudios se han colado en música popular, en películas o en programas de televisión. Por ejemplo, el Estudio Op. 10 n.º 3 se utiliza a menudo como una canción de amor, por su naturaleza íntima. Takayuki Ishikawa (DJ Taka), popular artista de música dance, hizo un remix del Estudio Revolucionario llamado kakumei para el Beatmania IIDX.

### Versiones
El compositor polaco nacionalizado estadounidense Leopold Godowski hizo sus propios estudios basados en los Estudios de Chopin. Son 54 estudios, aunque a menudo se dice que son 53, pero el Estudio Op. 25, n.º 2 presenta dos versiones diferentes en la misma página. En veintidós de estos estudios de Godowski la parte que toca la mano derecha en los de Chopin pasa a la izquierda. Esto es sólo un ejemplo de la enorme dificultad que entrañan los Estudios de Godowski sobre los estudios de Chopin.

## Demandas físicas
Al contrario que el resto de estudios anteriores, que pretendían practicar y conseguir la independencia de la acción de los dedos dirigida desde la muñeca, los estudios de Chopin requieren el uso de todo el brazo, desde el hombro hasta abajo. Por ejemplo, el Estudio Op. 10 n.º 1 consiste en una serie de acordes rotos cuya extensión es inalcanzable para una mano, por lo que es necesario utilizar el brazo para guiar a la mano y a los dedos de nota a nota. Asimismo, el Estudio Op. 25 n.º 10 es un estudio con octavas en ambas manos que exige movimientos poderosos y flexibles desde los hombros. 
Abby Whiteside, pedagoga ya del siglo XX, cuyas opiniones sobre la independencia de los dedos son quizás las más duras y críticas en materia de técnica de piano, hizo de estos Études de Chopin el centro de todos sus escritos. Para Whiteside, eran la prueba definitiva de la total inutilidad de cualquier intento de delegar fuerza o dirección a los músculos más débiles de entre los implicados al tocar el piano. 

## Lista de estudios y archivos multimedia
- Op. 10, para piano (1829-32) 
  - N.º 1 en do mayor "La cascade"
  - N.º 2 en la menor "Chromatique"
  - N.º 3 en mi mayor "Tristesse"
  - N.º 4 en do sostenido menor "Torrent"
  - N.º 5 en sol bemol mayor "La négresse"
  - N.º 6 en mi bemol menor "Lament"
  - N.º 7 en do mayor "Toccata"
  - N.º 8 en fa mayor "Sunshine"
  - N.º 9 en fa menor "Storm"
  - N.º 10 en la bemol mayor "Prism"
  - N.º 11 en mi bemol mayor "Aux arpèges"
  - N.º 12 en do menor "La révolutionnaire"

- Op. 25, para piano (1835-37)
  - N.º 1 en la bemol mayor "La harpe éolienne" (El arpa eólica).
  - N.º 2 en fa menor "Les abeilles"
  - N.º 3 en fa mayor "Le cavalier"
  - N.º 4 en la menor "Paganini"
  - N.º 5 en mi menor "La fausse note"
  - N.º 6 en sol sostenido menor "Aux tierces"
  - N.º 7 en do sostenido menor "Au violoncelle"
  - N.º 8 en re bemol mayor "Aux sixtes"
  - N.º 9 en sol bemol mayor "Le papillon"
  - N.º 10 en si menor "Aux octaves"
  - N.º 11 en la menor "Le vent d'hiver"
  - N.º 12 en do menor "L'océan"

- Sin número de opus: Tres Nuevos Estudios para piano (1839) (Escritos para el "Método de los métodos" de Ignaz Moscheles y François-Joseph Fétis). 
  - N.º 1 en fa menor
  - N.º 2 en la bemol mayor
  - N.º 3 en re bemol mayor